# František Chalupa (spisovatel)
František Chalupa (30. prosince 1857 Kralice u Uhlířských Janovic – 1. ledna 1890 Praha) byl český básník, spisovatel, novinář a překladatel. Používal i pseudonym Václav Jalovec.

## Život
Vystudoval gymnázium v Hradci Králové, kde patřil k nejlepším studentům. Uměl dobře latinsky a řecky, ale naučil se i rusky a polsky, překládal a psal první básně. Profesoři mu doporučovali, aby po maturitě pokračoval ve studiu klasické filologie, otec si naopak přál, aby se stal knězem. František ale toužil vyniknout v literatuře – chtěl se stát učitelem, básníkem, literárním historikem a překladatelem. Aby své plány naplnil, odjel roku 1877 do Prahy, kde se zapsal na filozofickou fakultu.
První rok v Praze byl krušný. Neměl téměř žádné peníze, protože ho otec odmítl podporovat. Přesto vedle studia a soukromého doučování literárně tvořil a účastnil se činnosti Umělecké besedy. Umělci, se kterými se scházel například v restauraci U Myslíků nebo v kavárně Slávie, mu žertovně říkali „ruský mužik” – na rozdíl od ostatních byl rozvážný, umírněný, usedlý, ale i neupravený, s velmi onošeným oblečením. Neměl velké sebevědomí a nerad se svěřoval se soukromými záležitostmi.
Po roce pražského pobytu se jeho situace začala zlepšovat. Za studii o Epiktétově filozofii vyhrál cenu 40 zlatých a jeho literární tvorba se stala známější. Uveřejňoval fejetony, povídky a básně, psal recenze uměleckých děl, překládal z ruštiny, polštiny a latiny a pokračoval ve studiu.
V dubnu 1880 se stal šéfredaktorem časopisu Ruch, kterým zůstal do roku 1882. Bylo to jeho nejplodnější období. Do Ruchu psal množství příspěvků, v některých číslech i víc než polovinu, a to pod vlastním jménem i pod pseudonymy. Několik básnických i prozaických prací vydal i knižně. Psal také kratší zprávy, nekrology a studie do dalších časopisů.
Po roce 1886 se dostal do osobní i tvůrčí krize. Jeho tělesné i duševní zdraví ochabovalo, vytrácela se chuť k práci a problémy k vlastní škodě řešil alkoholem. Možná se nedokázal vyrovnat s rychlým úspěchem, kterého v Praze dosáhl, možná měl jiné soukromé důvody, se kterými se nesvěřoval. Zemřel ve věku 31 let po několikaletém viditelném úpadku. Byl pohřben na Olšanských hřbitovech.

## Dílo
Chalupa byl činný jako básník, překladatel poezie, novinář a zčásti i literární historik.
Jako překladatel nepostupoval systematicky, ale vybíral si jednotlivé básně, které se mu líbily. Překlady uveřejňoval v časopisech Ruch a Světozor. K jeho nejoblíbenějším autorům patřil ruský Samsonov, který popisoval upadající, zoufalé hrdiny. Překlady vyšly roku 1884 ve sbírkách Kvítí z ruských luhů a Niva.
Jeho vlastní básnická tvorba se inspirovala ruskou epikou. Verš je bohatý a rytmický, trochu jednotvárný, ale s velkou citovou hloubkou. První větší dílo, epickou báseň Záviš, uveřejnil roku 1882 v Poetických besedách. V roce 1889 vyšly v Salonní bibliotéce Zpěvy bohatýrské.
Psal i povídky, s náměty z venkova a historie. Měly charakter lidové četby, snažil se psát pro široké vrstvy. Roku 1886 vydal knihu Naše ves jindy a dnes.
Chtěl se stát i literárním historikem, ale velkých výsledků nedosáhl. Do této oblasti se dají zařadit studie:
- Obrany jazyka a národnosti české (Ruch)
- O básnictví českém za posledních dob (Ruch)
- Přehled devatenácti ročníků Světozoru (Světozor)
- Přehled dvacetileté činnosti Umělecké besedy

Oceňovaný byl i za kratší životopisné články a nekrology, pro které se mu často dařilo vyhledat zajímavé, nepříliš známé informace.